# Elena Udrea
Elena Gabriela Udrea (n. 26 decembrie 1973, Buzău, România) este un fost politician român, care a deținut funcțiile de consilier prezidențial, șef al Cancelariei Prezidențiale, deputat, ministru al turismului și ministru al dezvoltării regionale și turismului. 
A fost membru al Partidului Național Liberal și a Partidului Democrat Liberal. La 30 ianuarie 2014 a demisionat din PDL și s-a alăturat Partidului Mișcarea Populară, din care s-a autosuspendat pe 30 ianuarie 2015. Din partea PMP a participat la alegerile prezidențiale române din 2014, obținând un scor mic în primul tur. 
Elena Udrea a fost o apropiată a președintelui Traian Băsescu, contestată puternic atât de oponenții, cât și de susținătorii acestuia. A fost implicată în mai multe dosare penale și a fugit în 2018 din România, fiind încarcerată pentru scurt timp în Costa Rica.
În aprilie 2022 a fost arestată în Bulgaria, iar pe 11 iunie 2022 a fost încarcerată în penitenciarul Târgșor⁠(en)[traduceți] pentru perioadă de 6 ani. Udrea a fost eliberată condiționat din închisoare în iulie 2025.

## Tinerețe și educație
Elena Udrea s-a născut la 26 decembrie 1973 în Buzău. Udrea a copilărit în cartierul Micro V, din Buzău, într-o familie de muncitori, tatăl șofer, iar mama taxatoare la societatea de transport public local. A locuit până la vârsta de 5 ani cu părinții în satul Pietrosu, Buzău. Conform paginii proprii de internet a fost premiantă din clasa I până într-a VIII la Școala nr.16, după care a urmat cursurile liceale la Liceul Teoretic „Bogdan Petriceicu Hasdeu” profil filologie absolvind în 1992.
După liceu a urmat cursurile Facultății de Științe Juridice și Administrative, specializarea Drept, în cadrul universității private ”Dimitrie Cantemir” din București, obținând diploma de licență în 1996. După 2005 a urmat o serie de cursuri în domeniul apărării și securității naționale la Universitatea Națională de Apărare „Carol I”. Este vorba de Colegiul Național de Apărare, Colegiul de Management al Resurselor Apărării, Educațional și al Achizițiilor și de un Masterat în Securitate și Apărare Națională la aceeași instituție de învățământ.

## Carieră de avocat
Elena Udrea a fost avocat din 1997 la propriul său cabinet individual și și-a întrerupt avocatura când a deținut funcții de demnitate publică. În 2003-2004, a reprezentat RA-APPS în mai multe procese. La sfârșitul anului 2005 a obținut achitarea președintelui Traian Băsescu în legătură cu plângerea penală formulată la adresa acestuia privind achiziționarea unui imobil din strada Mihăileanu. În 2008 a returnat un onorariu încasat de la regie, după ce au apărut discuții legate de suma încasată.

## Cariera politică

### Activități politice timpurii (2004–2008)
În 2004, Elena Udrea a devenit membru PNL și candidat pe lista Alianței ”Dreptate și Adevăr” pentru un loc în Consiliul General al Municipiului București. A ajuns consilier general în echipa primarului general Traian Băsescu și a devenit președinte al Comisiei Juridice și de Disciplină a CGMB. A ocupat această funcție câteva luni, după care a demisionat pentru a-l urma pe fostul primar la Cotroceni.

După ce Traian Băsescu a devenit președintele României în 2004, Udrea a fost numită Consilier de Stat, șefa Cancelariei Președintelui din februarie până la octombrie 2005. În această funcție, într-o emisiune televizată prezentatorul Robert Turcescu i-a întins o capcană, cerându-i opinia asupra unei declarații a președintelui Norvegiei asupra aderării României și Bulgariei la Uniunea Europeană. După ce a răspuns, a fost informată că Norvegia nu este membră a UE și nu e condusă de un președinte. A demisionat din funcție în urma unei campanii de presă care viza un conflict de interese cu afacerile soțului său. În octombrie 2005 a demisionat din PNL.

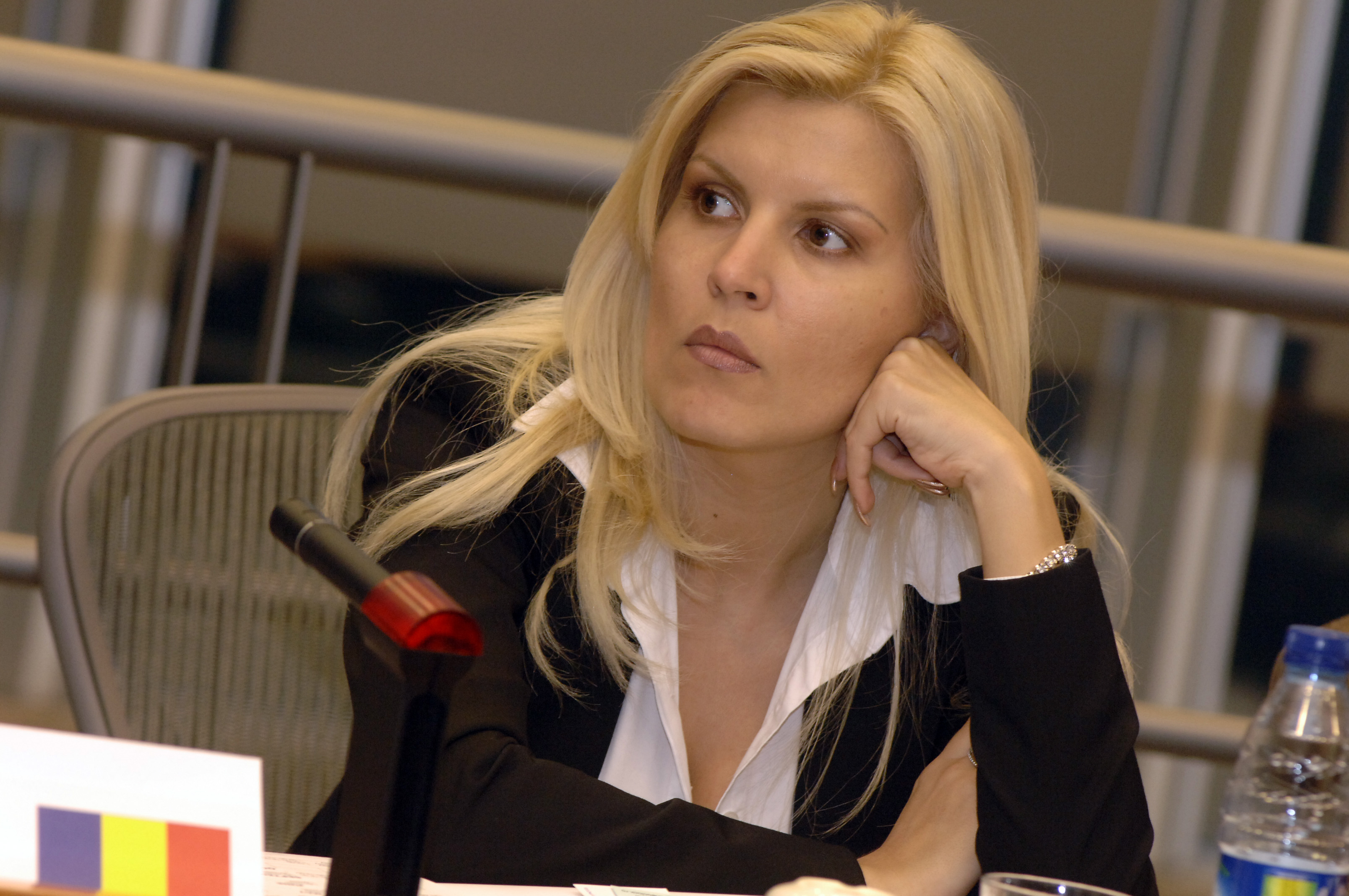
Udrea la conferința PPE, 9 noiembrie 2006

A devenit membru Partidul Democrat (PD) (ulterior Partidul Democrat Liberal (PDL)) în februarie 2006, anul în care Theodor Stolojan, Valeriu Stoica și Gheorghe Flutur au părăsit PNL sau au fost excluși din partid. În decembrie 2006, la constituirea PLD, a devenit secretar executiv. A rămas în anturajul președintelui și s-a opus adesea premierului Călin Popescu-Tăriceanu, președintele PNL. În 2007 l-a acuzat pe Tăriceanu că i-ar fi cerut președintelui să intervină în fața procurorului general pentru Dinu Patriciu, declanșând scandalul ”Bilețelul”.

### Legislatura I (2008–2012)
În noiembrie 2008 a devenit deputat PDL în Colegiul 25 București, întrunind 43,4% din voturi și cel mai mare număr de voturi exprimate în favoarea unui deputat PD-L în capitală. Cel mai important angajament electoral al Elenei Udrea a vizat construcția primului tronson nou de metrou din ultimii 20 de ani, care urma să facă legătura între Universitate și Drumul Taberei. Proiectul a fost licitat, atribuit, iar lucrările de construcție au început în 2011.

#### Ministru al Turismului

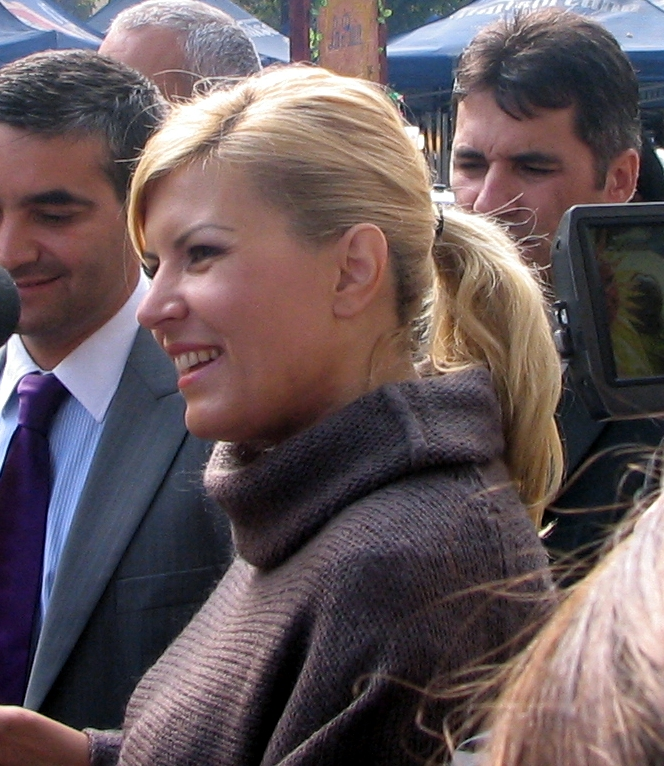
Udrea la Sinaia, septembrie 2008

În decembrie 2008 a fost numită Ministru al Turismului în Guvernul condus de Emil Boc. În 2009 grupul german TUI a revenit în România, după ce părăsise această piață în 2006. În același an România a devenit membru al Consiliului Executiv al OMT. Tot în 2009, România primește pentru promovarea turismului trei trofee "Mărul de Aur" de la Federația Internațională a Jurnaliștilor și Scriitorilor de Turism (FIJET) pentru Zona Ecoturistică Mărginimea Sibiului, Rezervația Biosferei Delta Dunării și pentru o companie de transport aerian.
Ministerul condus de Elena Udrea a finanțat cincizeci de proiecte derulate de consilii județene și locale, care fac parte din programele naționale de investiții în infrastructura turistică, respectiv „Schi în România", „Dezvoltarea turismului balnear", „Dezvoltarea turismului în Delta Dunării și pe Litoral", „Dezvoltarea infrastructurii în zona montană înaltă".

##### Comisia parlamentară de anchetă
În toamna anului 2009, înainte de campania electorală oficială pentru alegerile prezidențiale, o comisie de anchetă parlamentară a investigat modul în care Ministerul Turismului a gestionat banii de promovare turistică și de investiții în infrastructura turistică. Comisia a acuzat-o pe Udrea de abuz în serviciu, neglijență în serviciu, instigare la infracțiunea de abuz contra interesului public și conflict de interese și a sesizat Parchetul. Parchetul nu a reținut niciun capăt de acuzare. Udrea a contestat componența și procedurile comisiei și a afirmat că aceasta a fost înființată cu scop politic, urmărind compromiterea adversarilor politici ai PNL și PSD.

#### Ministru interimar al Mediului
Înperioada octombrie-decembrie 2009, Udrea este și Ministru interimar al Mediului, după ce guvernul a pierdut susținerea majorității parlamentare după plecarea PSD, inclusiv a Ministrului Mediului, Nicolae Nemirschi, din executiv.
Udrea a deschis accesul hotelierilor de pe litoral la fonduri prin programul Casa Verde, finanțat din Fondul de Mediu, pentru surse alternative ecologice de energie termică.

#### Ministrul Dezvoltării Regionale și Turismului
În decembrie 2009, Udrea a devenit Ministrul Dezvoltării Regionale și Turismului prin fuziunea dintre Ministerul Dezvoltării Regionale și Locuinței cu Ministerul Turismului. În mandatul său, au fost subordonate ministerului și alte instituții, cum ar fi Inspectoratul de Stat în Construcții și Agenția Națională de Cadastru și Publicitate Imobiliară. Și-a încheiat mandatul în februarie 2012.

#### Președinte PDL București
În perioada iulie-noiembrie 2010 a deținut funcția de președinte interimar al PDL București, iar în noiembrie a devenit președinte ales. Udrea a preluat conducerea celei mai mari organizații a PDL în timp ce Sorin Oprescu (fost membru PSD) era primar general, pe fondul erodării încrederii electoratului față de partid din cauza măsurilor de austeritate ale Guvernului Boc. Udrea a eșuat cu o reformă administrativă a municipiului București. Proiectul s-a lovit de opoziția dură a primarilor de sector și Udrea a abandonat proiectul în vara anului 2011. Udrea l-a susținut pe omul de afaceri controversat Silviu Prigoană la funcția de primar general al municipiului București la alegerile din 2012 unde a obținut doar 17,12% din voturi. În urma alegerilor, Udrea a demisionat din funcția de președinte PDL București.

#### Vicepreședinte PDL
La Congresul PD-L din mai 2011, a fost aleasă în funcția de vicepreședinte. La congres, Udrea a susținut moțiunea câștigătoare și a președintelui PD-L reconfirmat în funcție, Emil Boc. După alegerile locale din 2012 a demisionat alături de colegii e șii din conducerea PDL.

### Legislatura II (2012–2016)

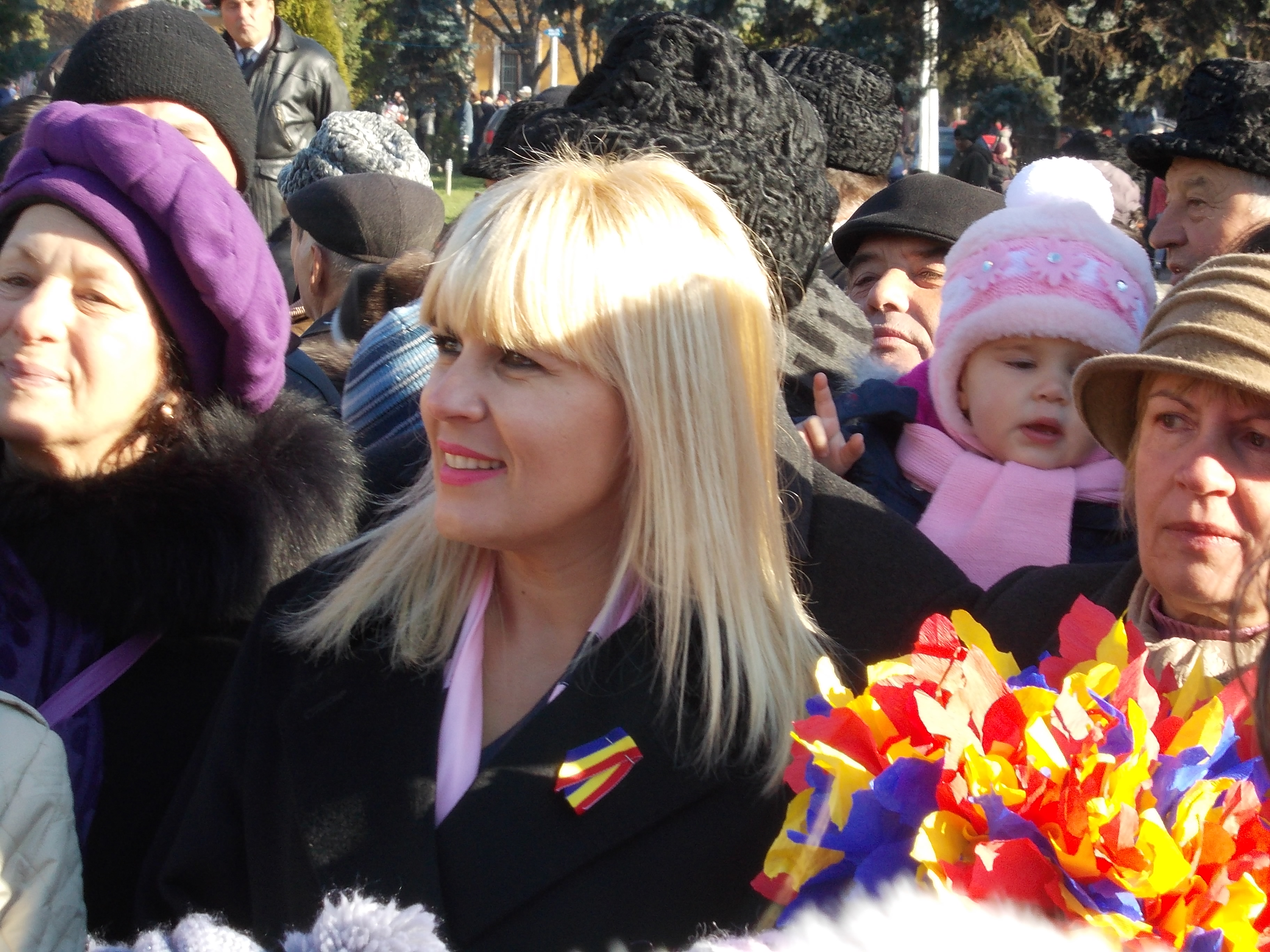
Udrea la Roman cu ocazia Zilei Naționale, decembrie 2013

La alegerile legislative din 2012, a candidat în colegiul uninominal nr. 4 din circumscripția Neamț, ce cuprinde municipiul Roman și comuna Ion Creangă. A obținut 42% din voturi, și a câștigat funcția de deputat prin redistribuirea mandatelor.
În februarie 2013 a anunțat candidatura pentru funcția de președinte PDL. La 23 martie 2013 a câștigat Vasile Blaga cu 2344 voturi, Udrea obținând 2014 voturi, iar Monica Macovei 209 voturi. Pe 30 ianuarie 2014 Elena Udrea s-a alăturat noului partid de dreapta susținut de Traian Băsescu, Partidul Mișcarea Populară (PMP). Pe de 7 iunie, Udrea a fost aleasă președinte al PMP. În 2014 și-a depus candidatura pentru alegerile prezidențiale din 2 noiembrie. Conform rezultatelor finale a obținut 5,20%. 

## După politică (2016–prezent)
Pe 20 decembrie 2017, Udrea a fost trimisă în judecată de DNA sub acuzația de săvârșirea infracțiunilor de trafic de influență și spălare a banilor. A fost suspectată că în anul 2011 ar fi primit o sumă de bani pentru a folosi influența pe lângă factori de decizie pentru menținerea unui contract dintre o societate comercială și SC Hidroelectrica SA. Elena Udrea a obținut statutul de refugiat politic în Costa Rica, unde a fost reținută pe 4 octombrie 2018, în baza unor mandate Interpol emise la cererea României.

### Închisoare (2022–2025)
În dimineața zilei de 7 aprilie 2022, Udrea a ieșit din țară prin vama Giurgiu, înainte de pronunțarea condamnării definitive, la șase ani de închisoare, în dosarul Gala Bute. În jurul orei 17:00, aceeași zi, au început procedurile de dare în urmărire internațională. Astfel, Udrea apare pe site-ul Poliției Române la secțiunea persoane urmărite. Udrea este încadrată de alți trei fugari: Badea Abel, condamnat pentru infracțiuni la regimul circulației, Bratu Gheorghe Constantin, condamnat pentru furt, și Filip Cosmin Titu, condamnat pentru furt din locuințe.
Poliția Română a anunțat, într-un comunicat oficial, că Udrea a plecat din România joi dimineață, înainte de pronunțarea sentinței definitive prin care fusese condamnată la șase ani de închisoare cu executare. Poliția arată, în același comunicat, că înaintea orelor 17:00, împotriva Elenei Udrea nu fuseseră dispuse măsuri preventive sau interdicții. În jurul orei 18:00, s-a raportat că a fost prinsă în Bulgaria, au declarat, pentru G4Media.ro, surse judiciare. Udrea ar fi fost prinsă la Kulata, aproape de granița cu Grecia.
Pe 16 iunie 2022, la mai bine de două luni de la momentul în care a fost prinsă în Bulgaria și mai multe înfățișări în instanță, judecătorii bulgari au decis extrădarea Elenei Udrea. Ea a fost predată de autoritățile bulgare celor din România în Vama Giurgiu-Ruse. Pe 24 iunie 2025, Comisia de eliberări condiționate de la Penitenciarul Târgșor a admis cererea Elenei Udrea de eliberare condiționată. În cadrul unei ședințe de judecată două zile mai târziu, Magistrații Judecătoriei Ploiești a decis să amâne decizia de eliberare condiționată până la 1 iulie. Pe 29 iunie, Udrea a suferit o urgență medicală și a fost dusă la spital pentru o intervenție chirurgicală. Pe 1 iulie, instanța a hotărât că Udrea poate fi eliberată condiționat din penitenciar. Totuși, decizia a fost contestată în ziua următoare. Udrea a fost eliberată condiționat din închisoare pe 17 iulie 2025.

## Controverse

### Dosarul „Microsoft”
La 10 februarie 2015 Elena Udrea a fost reținută și plasată în arest în dosarul „Microsoft”. Pe 11 februarie ea a contestat mandatul de arest. După o săptămână petrecută în închisoare, pe 17 februarie, i-a fost schimbată măsura arestului preventiv fiind plasată în arest la domiciliu pentru perioada 17 februarie - 17 martie inclusiv, pentru trafic de influență, în legătură cu denunțul lui Dinu Pescariu.
Pe 25 februarie 2015 ea a fost din nou plasată în arest preventiv, în dosarul „Microsoft”, pentru o perioadă de 30 de zile, începând din 25 februarie 2015 până la 26 martie 2015 inclusiv.
Mandatul de arestare a fost emis de Înalta Curte de Casație și Justiție pentru: luare de mită în legătură cu finanțarea de către Ministerul Dezvoltării Regionale și Turismului a contractelor încheiate de Termogaz Company SA cu UAT Cavnic și UAT Borsec; luare de mită în legătură cu plățile efectuate de Compania Națională de Investiții către SC Consmin SA; luare de mită în legătură cu finanțarea de către MDRT a contractelor încheiate de Termogaz Company SA și SC Kranz Eurocenter SRL cu UAT Lupeni și UAT Petroșani; și abuz în serviciu, în legătură cu organizarea "Galei Bute".

#### Dosarul „Gala Bute”
Fostul ministru al Dezvoltării Regionale și Turismului, Elena Udrea, a fost acuzată în dosarul „Gala Bute”, alături de alți șapte inculpați, de luare de mită, abuz în serviciu și tentativă la folosire de documente ori declarații false pentru obținerea pe nedrept de fonduri europene. În februarie 2015 Direcția Națională Anticorupție (DNA) a cerut aviz de la Parlament pentru urmărirea penală a deputatului Udrea în dosarul Gala Bute în care este suspectată de fapte de corupție.
Procurorii au arătat în rechizitoriu că pe 24 iunie 2011 a fost încheiat un contract de servicii, atribuit prin negocierea fără publicarea unui anunț de participare, între Ministerul Dezvoltării Regionale și Turismului și SC Europlus Computers SRL, firma lui Rudel Obreja, având ca obiect prestarea serviciilor de promovare a României în cadrul evenimentelor desfășurate cu ocazia organizării Galei Internaționale de Box Profesionist de către Federația Română de Box. Pe 28 martie 2017, Udrea a primit, în primă instanță, de la magistrații de la Înalta Curte de Casație și Justiție, o decizie de condamnare la șase ani de închisoare cu executare în dosarul ”Gala Bute”. După ce Curtea Supremă a respins ca neîntemeiată cererea de repunere pe rol a dosarului, pe 5 iunie 2018, Udrea a fost condamnată definitiv la șase ani de închisoare cu executare.

#### Campania prezidențială
Pe 12 octombrie 2016 DNA a făcut o cerere de urmărire penală către Camera Deputaților, prin procurorului general al P.I.C.C.J, față de Udrea într-un dosar privind finanțarea nelegală a campaniei prezidențiale din 2009. Aceasta a fost acuzată de instigare la luare de mită, fapte realizate în timpul exercitării funcției de ministru al Turismului.[26]
În mai 2017, procurorii DNA au trimis-o în judecată la instanța supremă pe Udrea, pe care au acuzat-o de instigare la luare de mită și spălare a banilor. Curtea de Apel București a condamnat-o la 2 martie 2021 la opt ani de închisoare, decizia nefiind definitivă.

## Viața personală
Udrea a fost căsătorită de la 25 decembrie 2003 până la 10 iunie 2013 cu Dorin Cocoș, un om de afaceri care a devenit controversat după 2005, aparținând grupurilor de interese „Golden Blitz” și „Bittner-Petrache”. Controversat a fost un contract de concesiune a parcărilor din centrul capitalei și eliberarea de certificate medicale pentru muncitori români dornici să plece la muncă în străinătate.
După divorț a început o relație cu Adrian Alexandrov. Udrea a născut o fetiță la 20 septembrie 2018 în Costa Rica.